# Okraštica
Akrashticë en albanais et Okraštica en serbe latin (en serbe cyrillique : Окраштица) est une localité du Kosovo située dans la commune/municipalité de Vushtrri/Vučitrn et dans le district de Mitrovicë/Kosovska Mitrovica. Selon le recensement kosovar de 2011, elle compte 1 113 habitants, dont 1 111 Albanais.

## Histoire
Pendant la guerre du Kosovo, la famille Jashari y fut hébergée par la famille Rama.

## Démographie

### Évolution historique de la population dans la localité
| 1948 | 1953 | 1961 | 1971 | 1981  | 1991  | 2011  |
| ---- | ---- | ---- | ---- | ----- | ----- | ----- |
| 543  | 598  | 708  | 908  | 1 078 | 1 122 | 1 113 |

|  |